# Никель (Мурманская область)

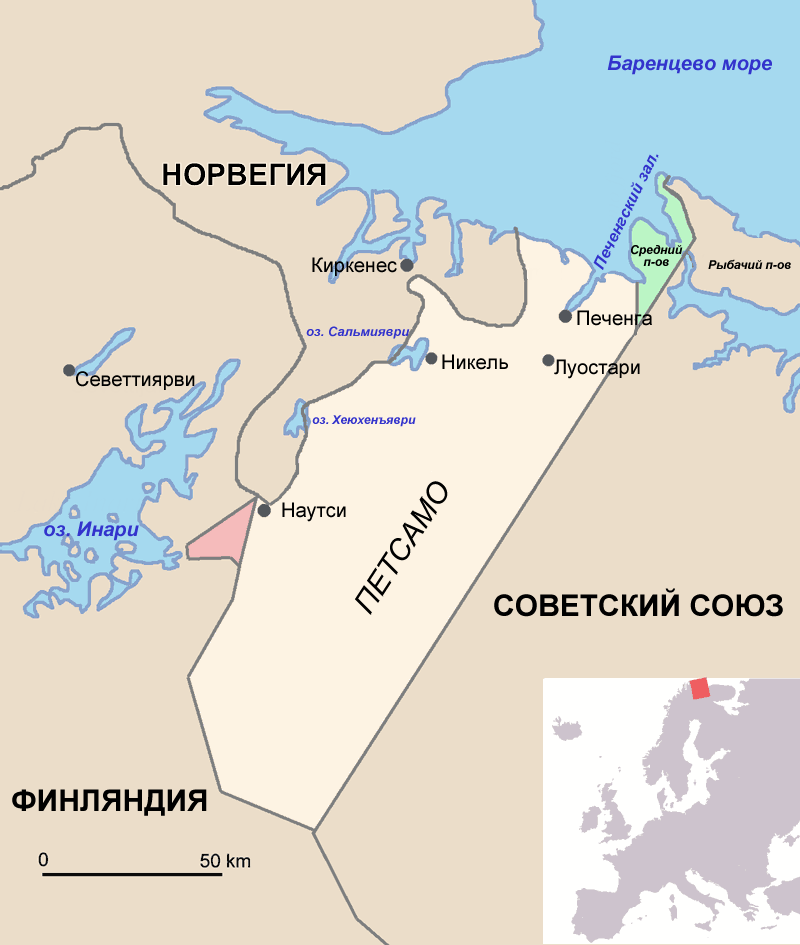
Никель в составе финской губернии Петсамо

Ни́кель (до 1945 года — Колосйоки, фин. Kolosjoki) — посёлок городского типа, административный центр Печенгского района Мурманской области России. Входит в городское поселение Никель и является его центром.
Распоряжением Правительства РФ от 29.07.2014 N 1398-р (ред. от 13.05.2016) «Об утверждении перечня моногородов», включен в список моногородов Российской Федерации с риском ухудшения социально-экономического положения.

## География и климат
Посёлок расположен на левом берегу реки Колосйоки, к востоку от озера Куэтсъярви, в 123 километрах к северо-западу от Мурманска по ФАД «Кола» — 204 км. Неподалёку от него находится граница с Норвегией. Ближайшие населённые пункты — Сальмиярви (4 км) по автодороге — 15 км и Заполярный (23 км) по автодороге — 33 км.
| Показатель              | Янв. | Фев. | Март | Апр. | Май | Июнь | Июль | Авг. | Сен. | Окт. | Нояб. | Дек. | Год |
| ----------------------- | ---- | ---- | ---- | ---- | --- | ---- | ---- | ---- | ---- | ---- | ----- | ---- | --- |
| Средняя температура, °C | −9,5 | −9,3 | −5,4 | −0,6 | 4,5 | 9,7  | 13,8 | 11,9 | 7,6  | 1,2  | −4,2  | −6,7 | 1,1 |
| Источник:               |      |      |      |      |     |      |      |      |      |      |       |      |     |

## История
Посёлок Никель был образован в 1936 году с названием Колосйоки (фин. Kolosjoki) на месте зимнего лопарского (саамского) Пазрецкого погоста, территория которого входила тогда в состав Финляндии (см. Петсамо). Название Никель начало употребляться в советских документах во время Великой Отечественной войны и было присвоено посёлку в 1945 году. Этим названием он обязан одноимённому элементу таблицы Менделеева.
К 1934 году финские геологи открыли в регионе более десятка месторождений медно-никелевых руд. Правительство Финляндии сдало Петсамский никеленосный район в концессию канадской компании «Инко». Она передала лицензию на добычу своей дочерней британской компании «Монд Никл Ко» (The Mond Nickel Co), которая, в свою очередь, учредила в Финляндии дочернее общество «Петсамон Никкели ою» (Petsamon Nikkeli oy). В 1935 году начались работы по строительству рабочего посёлка и заводской площадки у рудника Каулатунтури. Добыча никельсодержащей руды началась в 1937 году.
В связи с советско-финской войной в 1939 году канадские специалисты покинули рабочий поселок Колосйоки. Однако предприятие продолжило действовать, был построен плавильный цех. В 1940 году было заключено соглашение с германским концерном «Фарбеиндустри» договор о поставке руды и штейна, а в 1941 году с ним подписан долгосрочный договор о совместных работах в Колосйоки. В условиях Второй мировой войны поставки никеля из Петсамо имели важнейшее значение для нацистской Германии. Когда в октябре 1944 года в результате Петсамо-Киркенесской операции немецкие войска отступили из Петсамо, то при отступлении взорвали все сооружения завода и рудника.
Сразу после включения района в состав Мурманской области в 1944 году началось восстановление производства, первая плавка была дана в 1946 году. Горно-металлургический комбинат «Печенганикель» вырабатывал файнштейн — обогащённую медно-никелевую руду.
Статус рабочего посёлка присвоен указом Президиума Верховного Совета РСФСР от 27 ноября 1945 года.
Ночью 27 марта 2021 года обрушилась 10-метровая эстакада на территории бывшего плавильного цеха, по которой проходил трубопровод, снабжавший посёлок Никель водой. Произошло отключение холодного водоснабжения, горячего водоснабжения и теплоснабжения.

## Население
| 1959    | 1970    | 1979    | 1989    | 2002    | 2009    | 2010    |
| ------- | ------- | ------- | ------- | ------- | ------- | ------- |
| 16 305  | ↗21 299 | ↘20 031 | ↗21 838 | ↘16 534 | ↘14 974 | ↘12 756 |
| 2011    | 2012    | 2013    | 2014    | 2015    | 2016    | 2017    |
| ↗12 765 | ↘12 558 | ↘12 364 | ↘12 112 | ↘11 823 | ↘11 601 | ↘11 599 |
| 2018    | 2019    | 2020    | 2021    | 2023    |         |         |
| ↘11 437 | ↘11 244 | ↘11 012 | ↘9858   | ↘9519   |         |         |

Численность населения, проживающего на территории населённого пункта, по данным Всероссийской переписи населения 2010 года составляет 12756 человек, из них 6036 мужчин (47,3 %) и 6720 женщин (52,7 %).

## Экономика

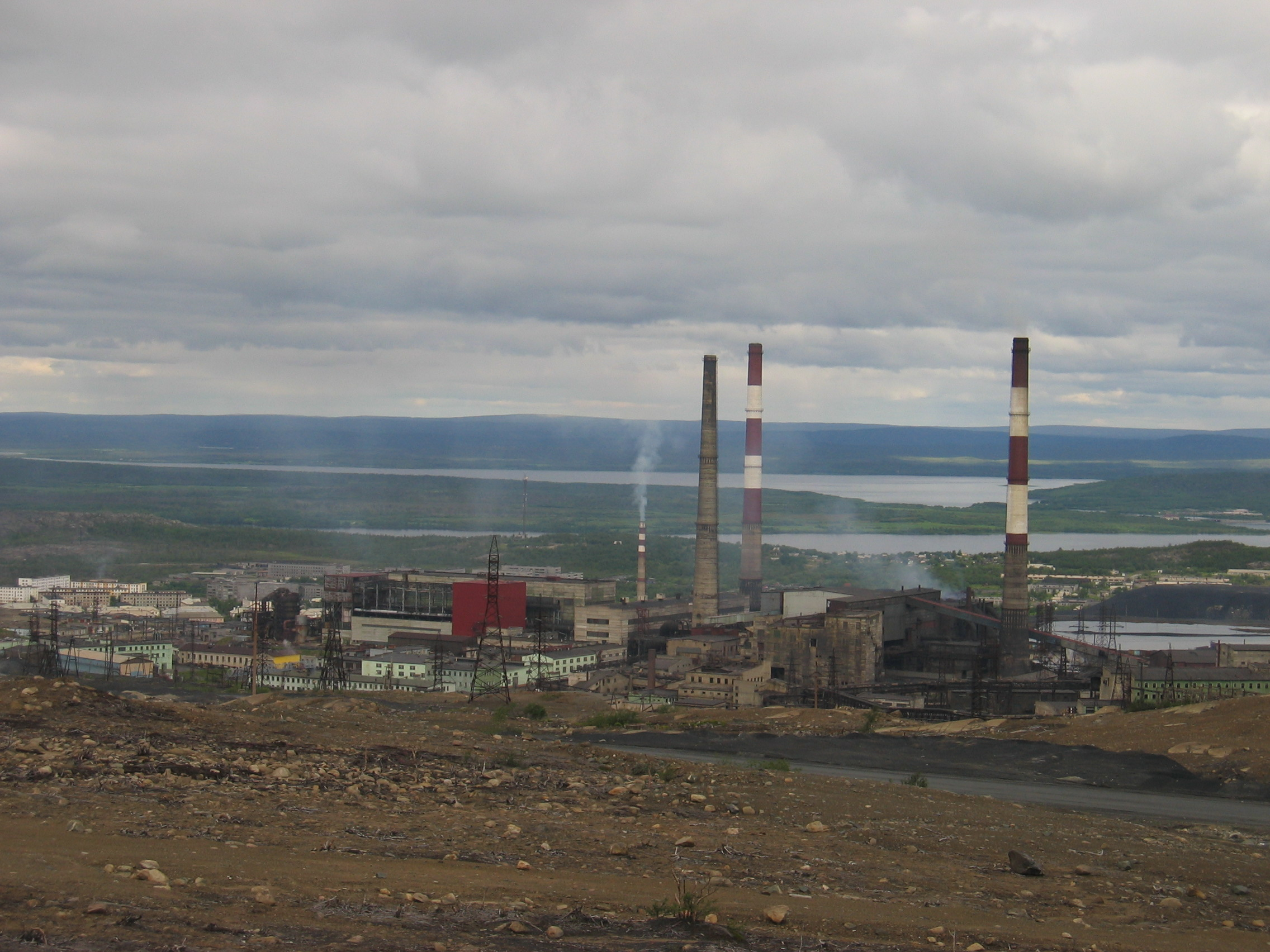
Горно-металлургический комбинат «Печенганикель»

Градообразующим предприятием является горно-металлургический комбинат «Печенганикель» (входящий в Кольскую горно-металлургическую компанию концерна «Норильский никель»), на котором работают около 2,2 тыс. человек (плавильный и сернокислотный цеха ~ около 700 человек). Плавильный цех по переработке медно-никелевого концентрата Кольской ГМК в посёлке Никель отработал свой последний день 23 декабря 2020 года и был закрыт. Промплощадка цеха в Никеле может быть сохранена, если будет найден вариант её использования. Был проведён конкурс среди инвесторов, в котором победил проект ООО «Сириус» по созданию металлургического мини-завода по производству мелющих шаров и сортового проката. По состоянию на 2023 год — плавильный цех пустует.
По данным территориального органа государственной статистики Мурманской области основными отраслями промышленности посёлка Никель являются: электроэнергетика, предприятия сельскохозяйственной и пищевой (в том числе рыбной) промышленности, промышленности строительных материалов. Отраслями экономики являются также железнодорожные и автомобильные перевозки.
Также в поселке действуют территориально-обособленное подразделение ОАО «КолаАтомЭнергоСбыт» по распределению энергии; автотранспортное предприятие АТП «Никель» (численность персонала 41 человек), мазутная котельная, 2 филиала Сбербанка. Имеется центральная районная больница, сетевые магазины, аптеки, а также другие фирмы и предприятия. Сеть предприятий общественного питания — «Sushi Wok».
Торговые сети: в посёлке действуют торговые предприятия региональных торговых сетей — «СотЭлит», региональный магазин «Окраина», региональный магазин «Рыбный»; федеральные торговые сети: «Магнит» (4 универсама), «Магнит-Косметик» (2 магазина), «Улыбка Радуги» (1 магазин), «Пятёрочка» (4 универсама), «Fix Price» (1 магазин), «Красное&Белое» (4 магазина), «Бристоль» (2 магазина), интернет-магазины «Wildberries» (3 магазина), «Озон» (3 магазина).

## Инфраструктура
В Никеле 132 жилых дома разной высотности, которые строились до войны (в финский период), в советское время и после распада СССР. Общая жилая площадь по городу составляет около 350 000 м² (около 6.000 квартир). На январь 2022 года в Никеле 6 девятиэтажек (микрорайон на проспекте Гвардейском), 60 пятиэтажек, 18 четырёхэтажек, 14 трехэтажек, 31 двухэтажка, 3 одноэтажки по улице Мира. Главные улицы посёлка Никель — это Гвардейский проспект (кроме того — это региональная автодорога), который раскинулся на 3,5 км; улицы Бредова, Печенгская, Спортивная, Сидоровича, Октябрьская, Победы, Пионерская, Первомайская (улицы застроенные многоквартирными домами). Улицы Мира, Комсомольская, Советская,Молодежная, 14-й Армии, Зеленая (2-х этажные дома).

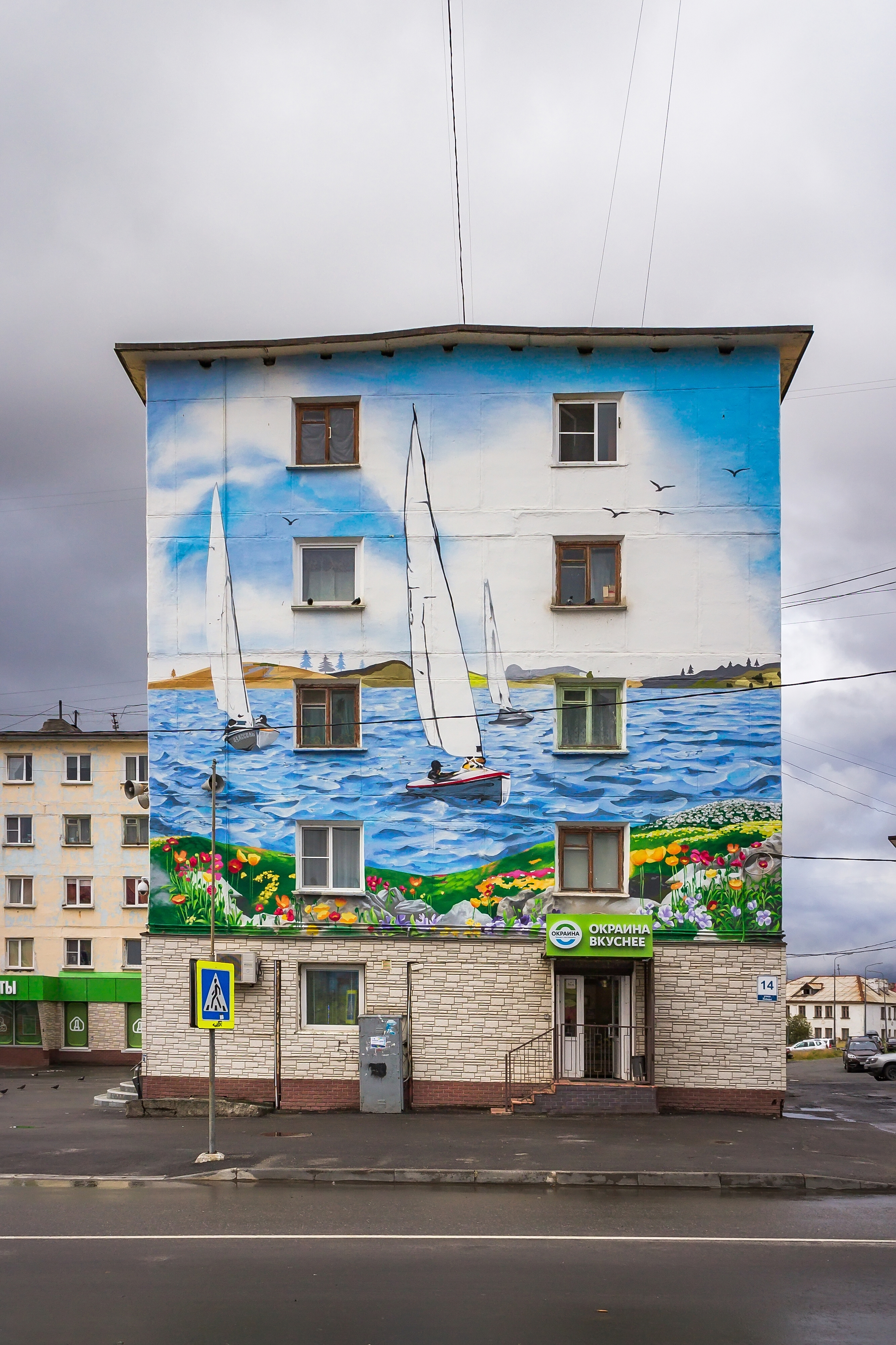
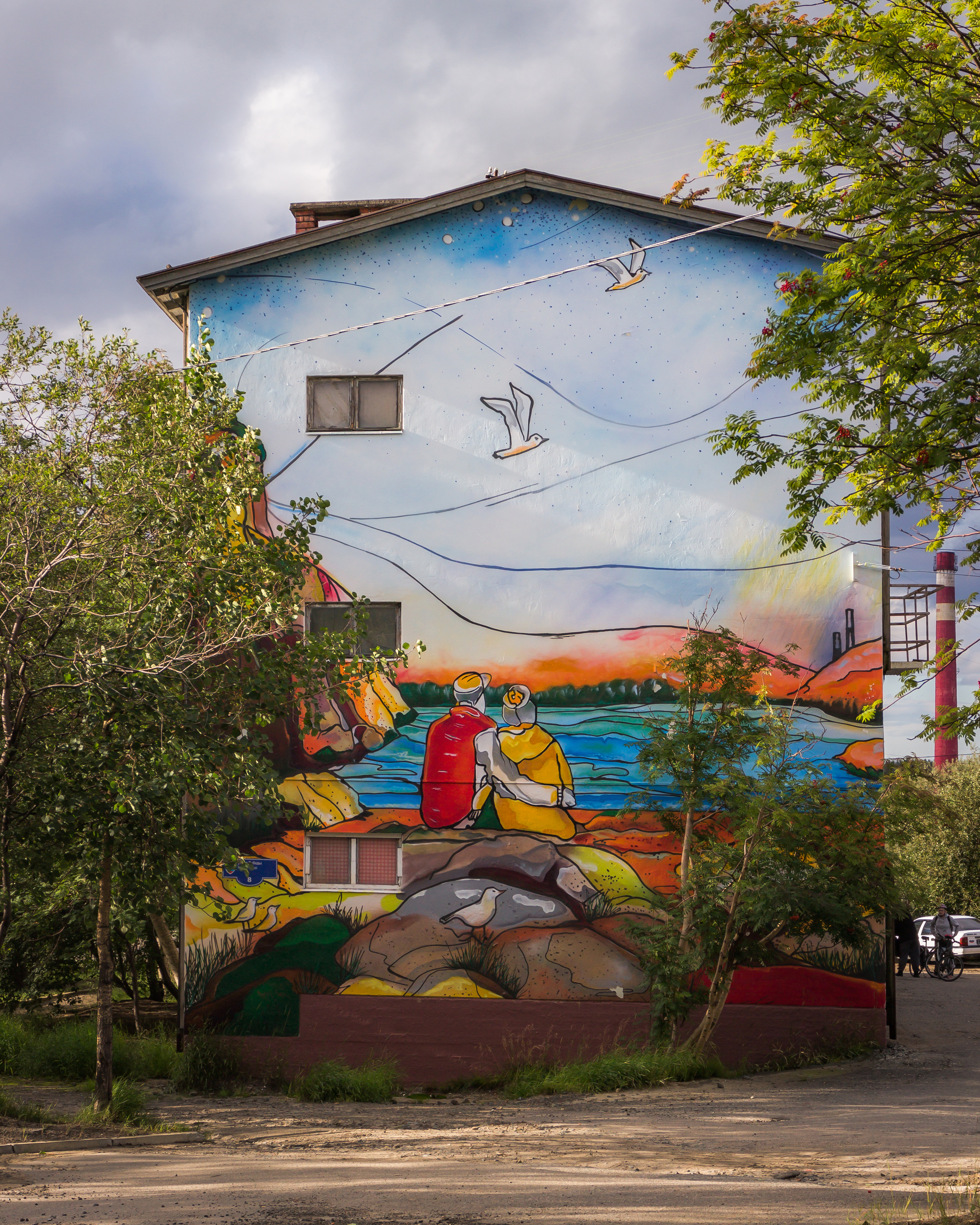
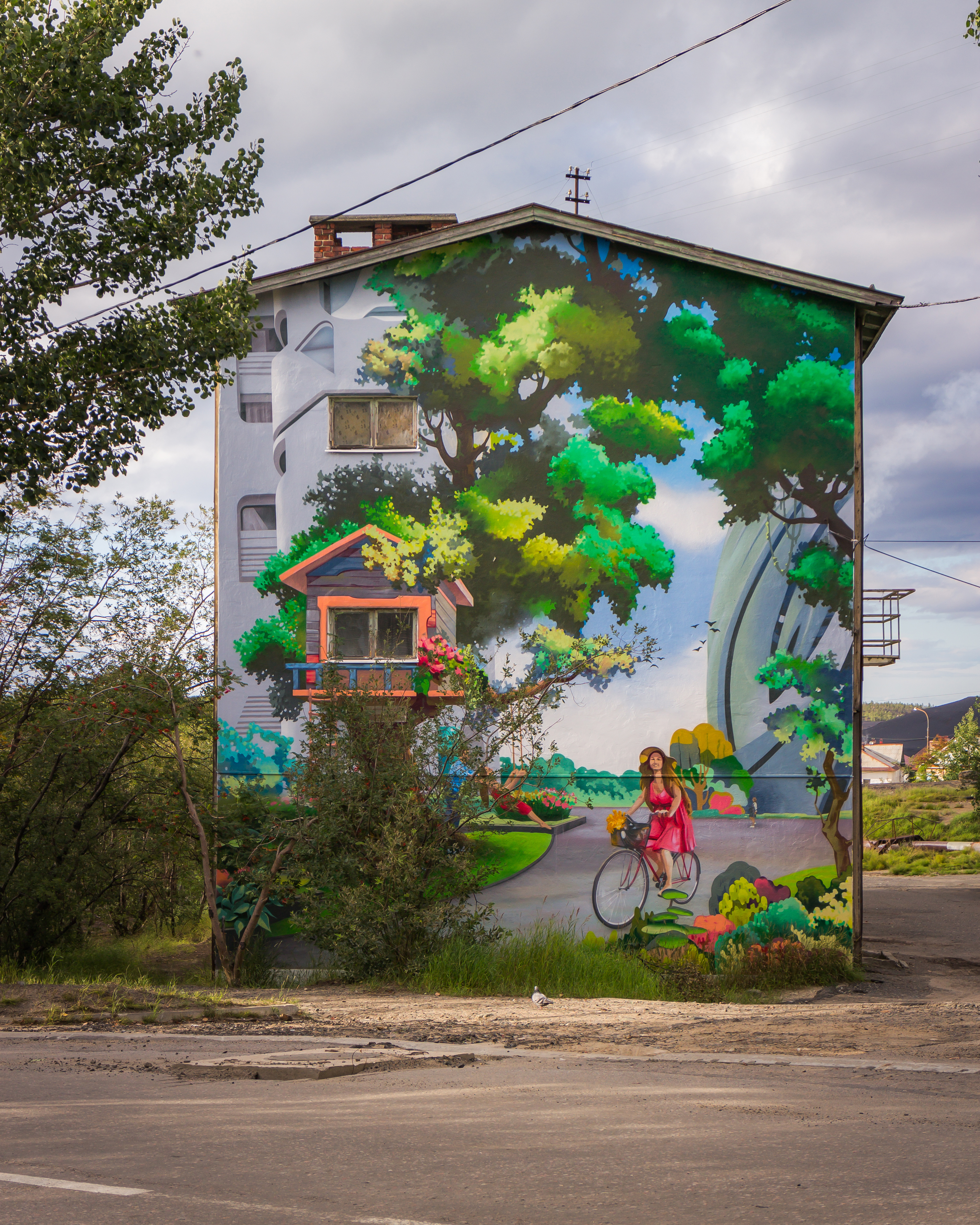
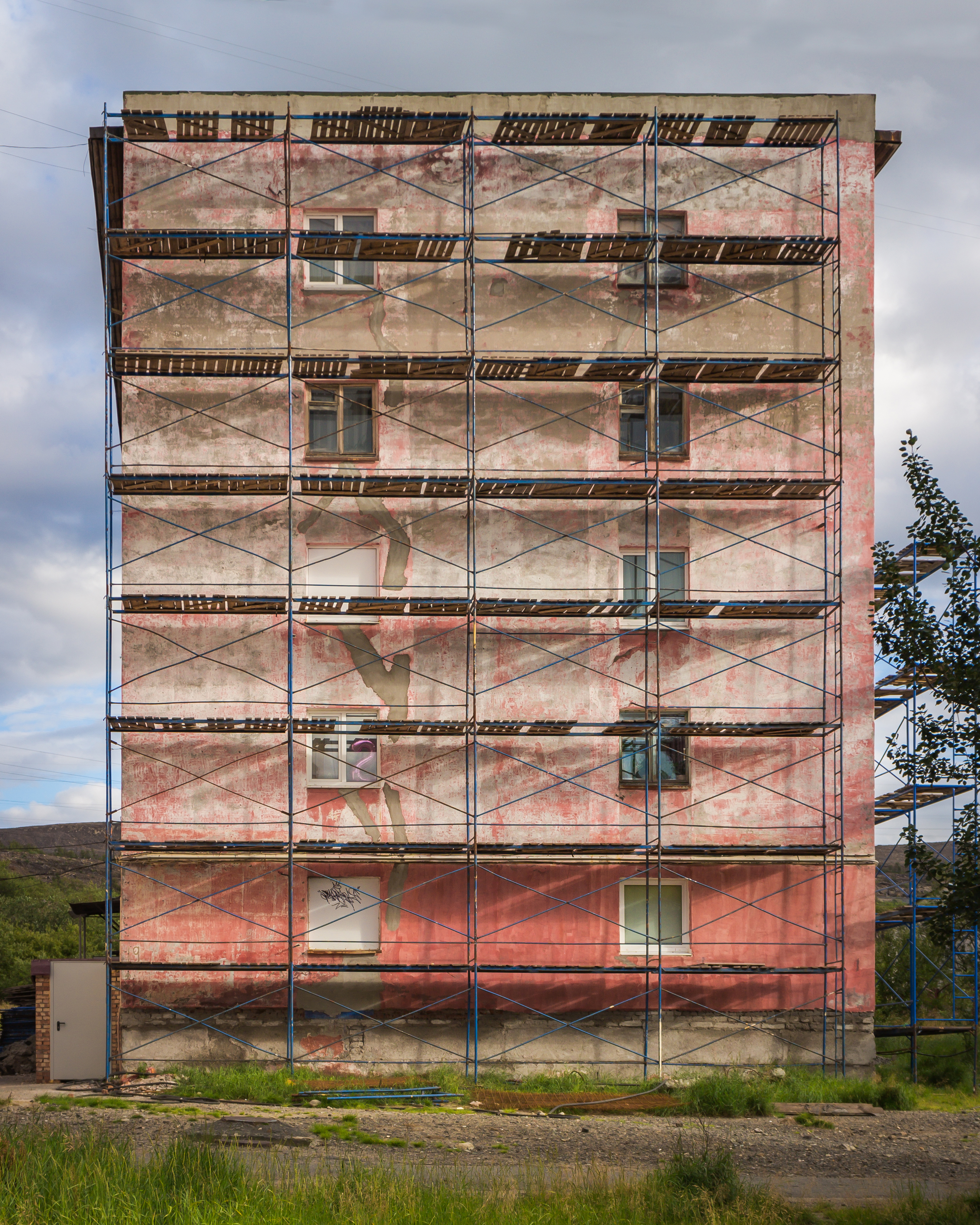
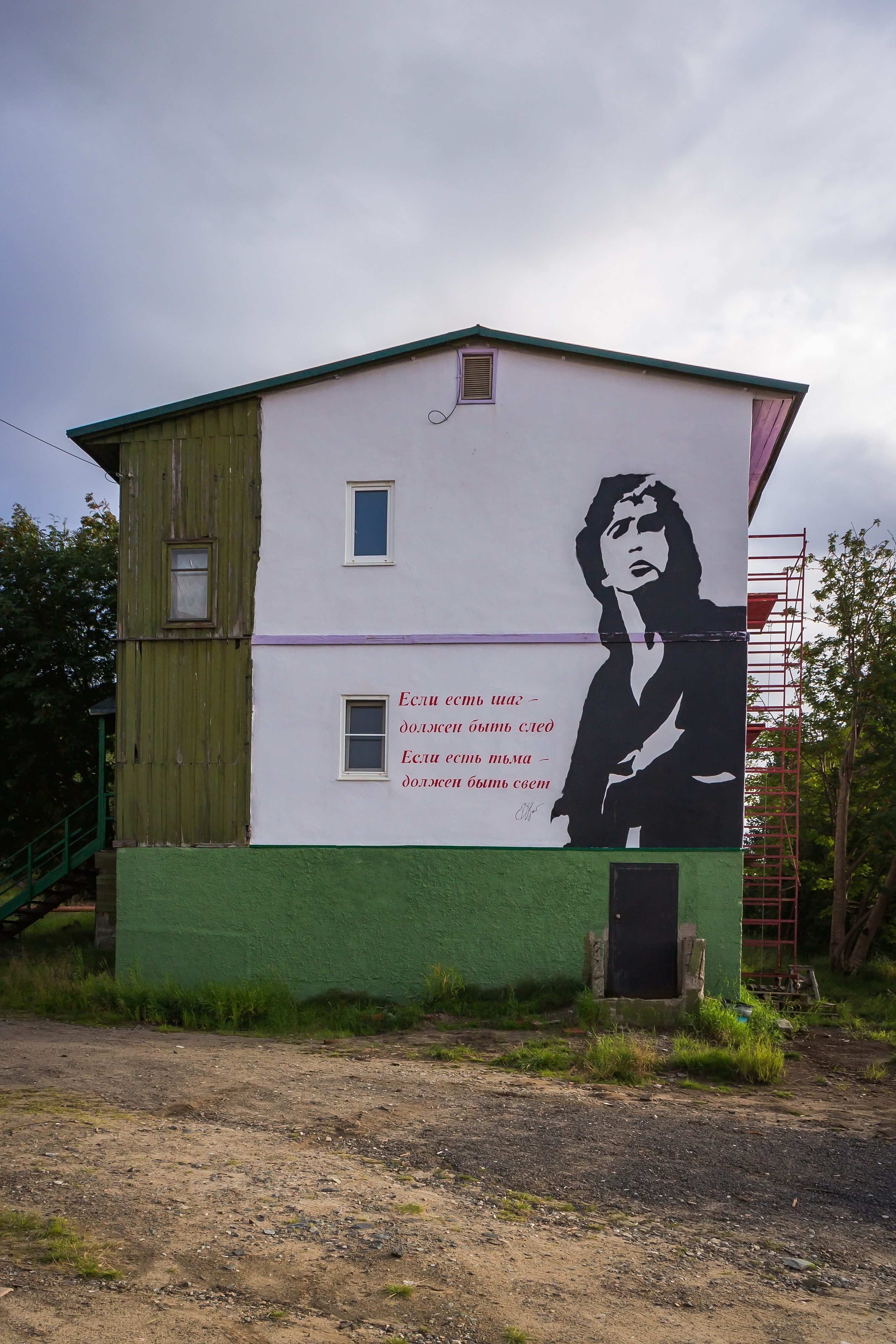

### Транспорт
В посёлке развито автобусное и таксомоторное сообщение (такси «Гепард», «Джокер», «Для Вас» и «Яндекс — такси»). Проезд на горно-металлургический комбинат «Печенганикель» осуществляется автобусом маршрута № 7. Основная автодорожная магистраль, связывающая посёлок с другими населёнными пунктами России — проходит в 1,2 км от центра посёлка.

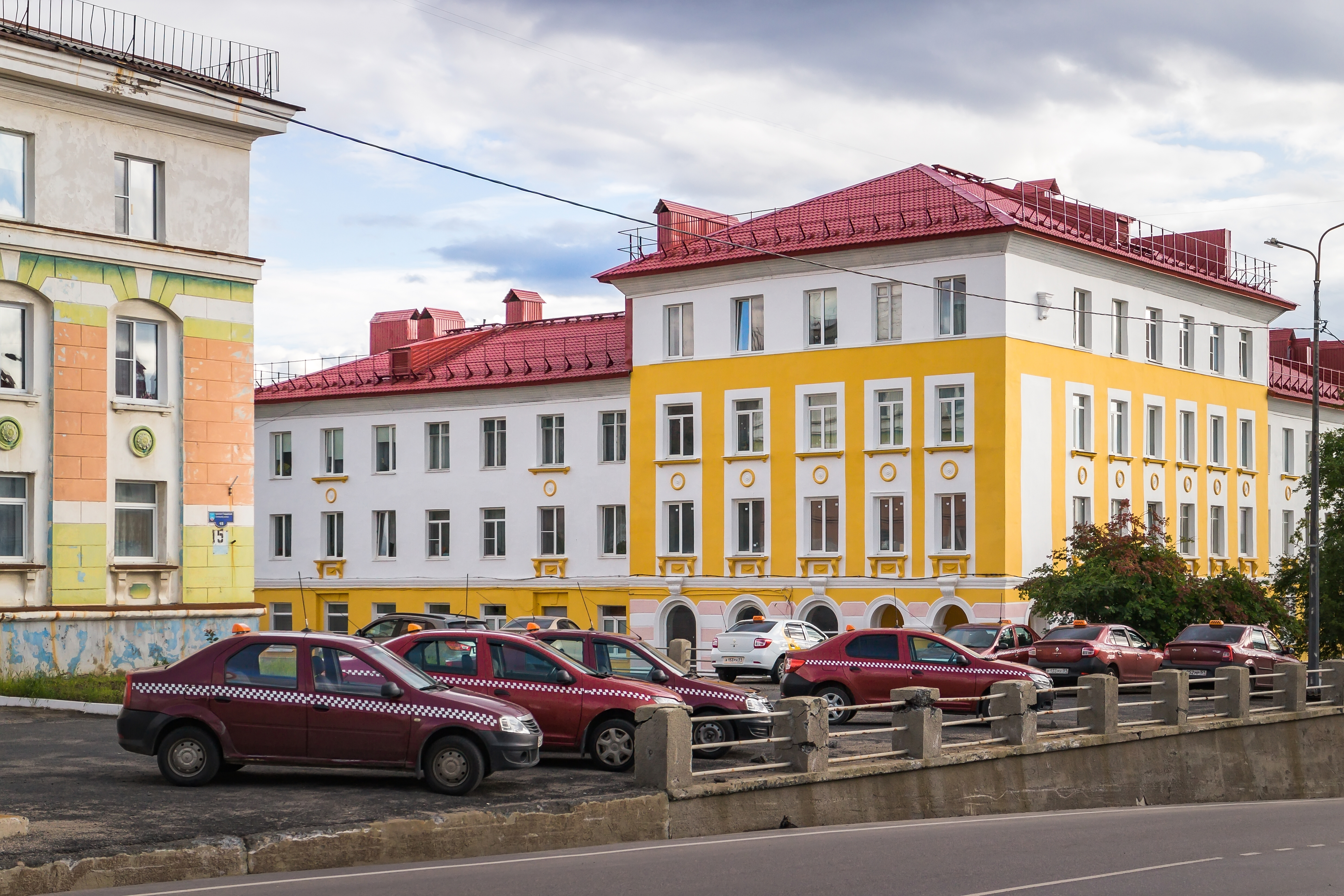
Стоянка такси на Гвардейском проспекте

Для пригородного сообщения используются автобусы и маршрутное такси с маршрутами № 211 Никель — Мурманск и № 115 Никель — Заполярный. В конце недели (в пятницу) работают маршруты автобусов № 116 Никель — Приречный и № 218 Никель — Раякоски.
Для пригородного сообщения ранее использовался поезд Никель — Мурманск (в летний период ходил прямой поезд Никель— Москва), в посёлке имеется железнодорожная станция, которая является начальной и конечной станцией участка Октябрьской железной дороги Кола — Никель. В настоящее время пассажирское железнодорожное сообщение отсутствует.
Ближайший аэропорт расположен в 50 километрах в норвежском городе Киркенес (Høybuktmoen), ближайший российский аэропорт — Мурманск находится в 210 км.

### Связь
В Никеле работают 4 оператора сотовой связи: «Мегафон», «МТС», «Билайн» и «Tele2» (на сетях «Мегафон» действует виртуальный оператор Yota, на сетях «Tele2» MVNO «Ростелеком» и «Тинькофф Мобайл»). Все операторы предоставляют услуги в стандартах GPRS , 3G (WCDMA/HSPA) и 4G сети (LTE). Ранее компания «СкайЛинк» предоставляла услуги в стандарте CDMA2000, но теперь в Печенгском районе услуги этой компании не предоставляются. MVNO операторы поддерживают те же технологии, что и операторы, на которых они базируются.
Основной провайдер проводной связи — «Ростелеком», по технологиям ADSL и PON предоставляет услуги ШПД, IPTV и телефонии.
До посёлка проложен волоконно-оптический кабель компаний «Ростелеком» и «Мегафон».
Интернет в посёлке предоставляют 3 провайдера: «Ростелеком», «Мегафон» (по технологии Metro ethernet) и частная локальная сеть «SkyNET51». Услуги фиксированной связи ШПД от провайдера «Мегафон» предоставляются только в 4-х пятиэтажках в военном городке (в/ч 2200) на улице Первомайской.

## Образование
До 1994 года в Никеле работали 12 детских садов — на 2 000 детей. В конце 90-х гг. наметилась тенденция сокращения дошкольных учреждений: были закрыты 9 детских садов (сады № 4, № 5, № 6, № 7, № 8, № 11, № 12, № 13 и № 14). Причиной послужила малая рождаемость и отток населения города в другие регионы страны в начале 1990-х и, как следствие, небольшое количество дошкольников. До 17 января 2012 года в Никеле было всего 3 детских сада на 675 мест (сады № 1, № 9 и 40).
Однако в последние годы (с 2008 года) в Никеле наблюдалось увеличение рождаемости. Это привело к тому, что образовались очереди, которые составили 230 детей. Администрацией Печенгского района было принято решение о восстановлении бывшего детского сада № 12 на 140 мест. В 2010 году был разработан проект капитального ремонта здания, в 2011 году детский сад был капитально отремонтирован, введён в действие 17 января 2012 года.

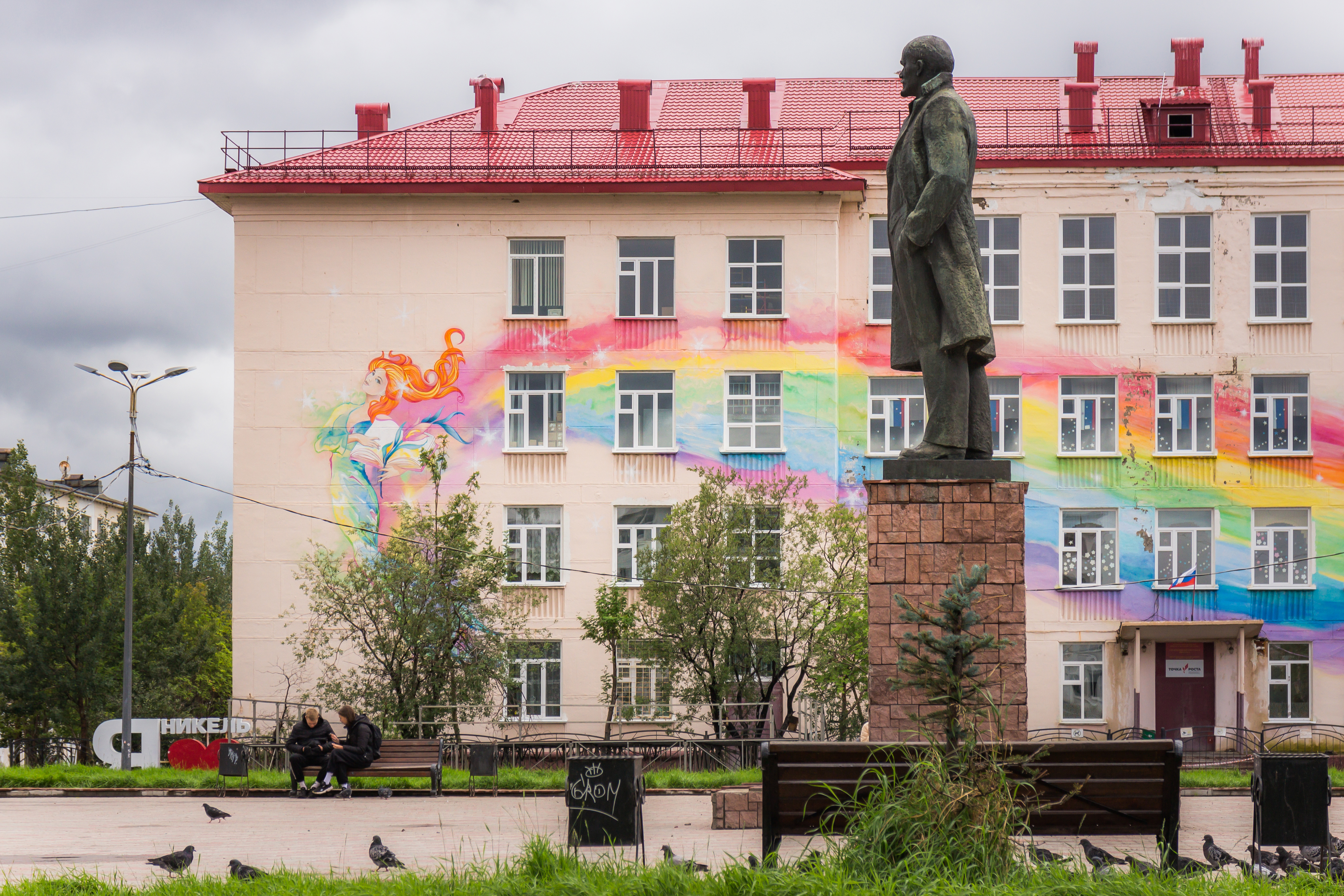
Средняя общеобразовательная школа № 3

До июля 2011 в Никеле было 4 общеобразовательные школы № 1, № 2, № 3 и № 20 (на 3700 мест). В 2011 году наметилась тенденция сокращения общеобразовательных учреждений: в июле 2011 года была закрыта школа № 2. Причиной послужила малая рождаемость и отток населения города в другие регионы страны в начале 1990-х и, как следствие, небольшое количество учеников. Ещё в конце 1980-х все школы Никеля работали в две смены, сейчас же школы работают в одну смену. Все 10-11 классы сейчас продолжают обучение на базе школы № 3 («Ресурсный центр»). Школы № 1 и № 20 продолжили работу в статусе основных общеобразовательных школ (неполных средних).
На начало 2012 учебного года в Никеле функционирует 7 образовательных учреждений, в том числе: 4 дошкольных учреждения и 3 общеобразовательных учреждений. Также в Никеле работают музыкальная школа, художественная школа, спортивная школа, Дом детского творчества № 1, Межшкольный учебно-производственный комбинат (бывш. УПК) и Печенгский политехнический техникум.

## Средства массовой информации

### Печать
- Еженедельная газета «Печенга» (издаётся с 1946 года)
- Газета «Вести Никеля».
- Газета «Активный Никель».

### Телевидение
Телевизионное и радиовещание в пгт. Никель обеспечивается эфирными и кабельными операторами. Эфирное телевизионное вещание осуществляет филиал РТРС «Мурманский ОРТПЦ». Вещание аналогового телевидения прекращено 21.10.2019 г. В общественном доступе находятся пакеты эфирного цифрового телевидения (мультиплексы) РТРС-1 и РТРС-2. Региональные врезки ГТРК Мурман выходят в цифровом пакете РТРС-1 на каналах Россия 1, Россия 24 и Радио России, региональные врезки ТВ-21+ на канале ОТР. Охват цифровым эфирным телевизионным вещанием приграничного поселка обеспечивает объект «Никель» (телевышка в микрорайоне Заречье) на 57 ТВК (РТРС-1) и 46 ТВК (РТРС-2).
Вещание в кабельных сетях осуществляют операторы: Ростелеком, ООО «Северо-западное вещание» (40 телеканалов).
Региональные каналы
- ТВ-21 — вещает в партнёрстве с СТС
- ГТРК Мурман — вещает в партнёрстве с Россией-1.

Всероссийские каналы, находящиеся в общественном доступе
- Первый канал
- Россия 1
- Россия 2
- Россия 24
- Россия К (Культура)
- НТВ
- Пятый канал
- СТС
- ТВ Центр
- ТНТ
- Че
- Звезда
- Рен
- ТВ-3
- ТВ-5
- ОТР
- Спас
- Мир
- Карусель
- Матч ТВ
- МУЗ ТВ

### Местное телевидение
- Телеканал «Дежурный по Печенге».

### Радиовещание
- Маяк
- Юле Радио 1 (финская радиостанция) — 88,4 МГц
- Юле Экс (финская радиостанция) — 92,8 МГц
- Юле Радио Суоми/Юле Рованиэми (финская радиостанция) — 98,8 МГц
- Юле Сами радио (финская радиостанция) — 101,9 МГц
- Юле Пухе (финская радиостанция) — 105,3 МГц
- Radio Norge (норвежская радиостанция)
- P4 (норвежская радиостанция)
- NRK P1 (норвежская радиостанция)

## Культура
Дворец Культуры «Восход» на 450 посадочных мест (здание находится в аварийном состоянии и фактически не функционирует), 3 библиотеки: «Центральная районная библиотека», филиал № 9 в здании ДК «Восход» и «Детская центральная библиотека».

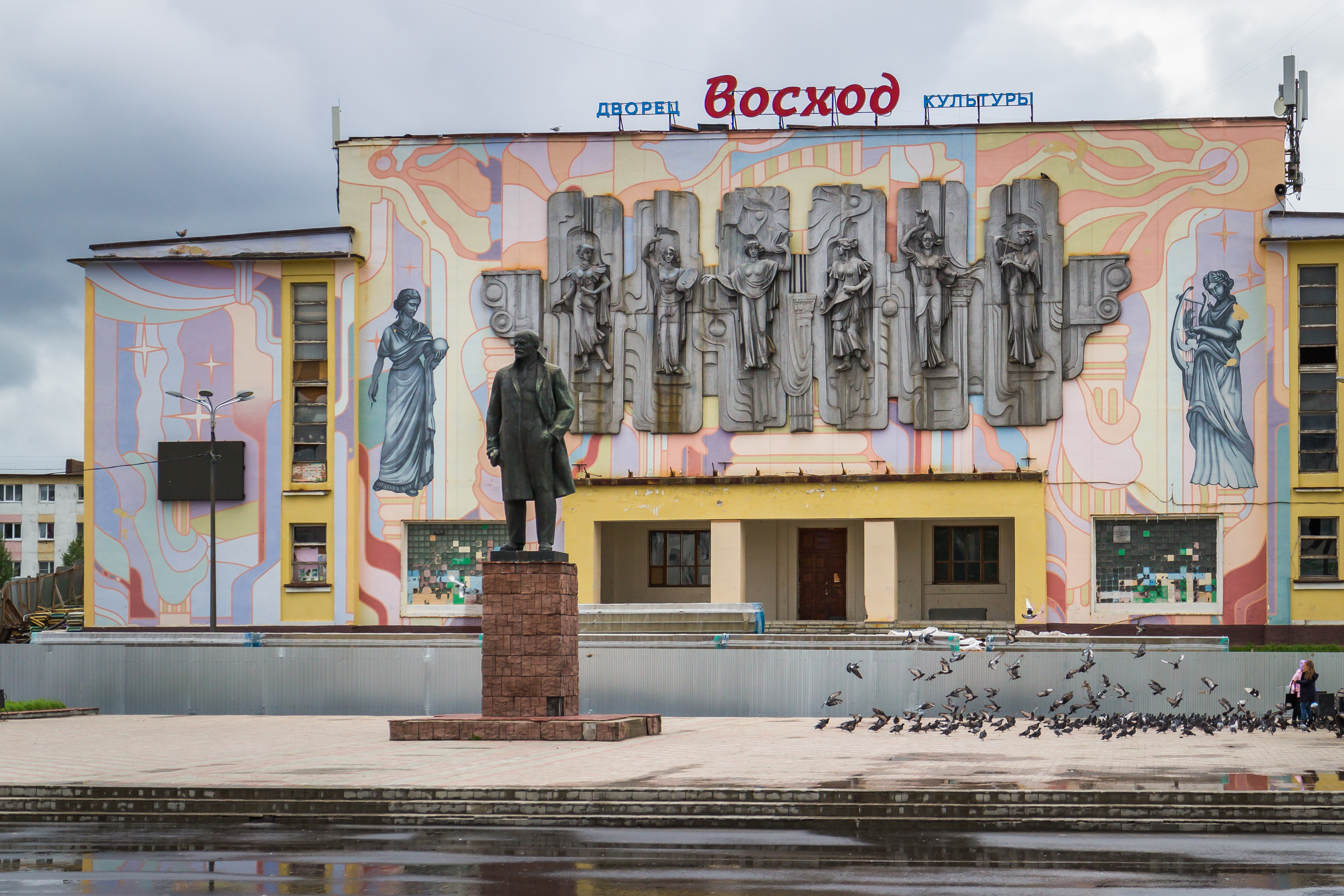
Дворец культуры «Восход»

## Туризм
В посёлке имеется спортивный комплекс «Металлург» (проведён капитальный ремонт), стадион «Труд», лыжные трассы на самом северном в России горнолыжном склоне на Лысой горе, 4 километровая освещённая лыжная трасса в микрорайоне Заречье, 25-метровый плавательный бассейн с шестью дорожками, развлекательные центры, кафе и рестораны. Действуют гостиницы «Северное сияние» и «Виктори».
Также до 2020 года в Никеле работал зоопарк, который являлся самым северным зоопарком в мире,
Историко-краеведческий музей Печенгского района, визит-центр государственного заповедника Пасвик на Гвардейском проспекте, 43 и разные памятники.
В 2022 году рядом с Никелем был открыт пешеходный туристический маршрут «Шпиль 555», проходящий по территории заброшенного никелево-медного рудника и Печенгским тундрам.

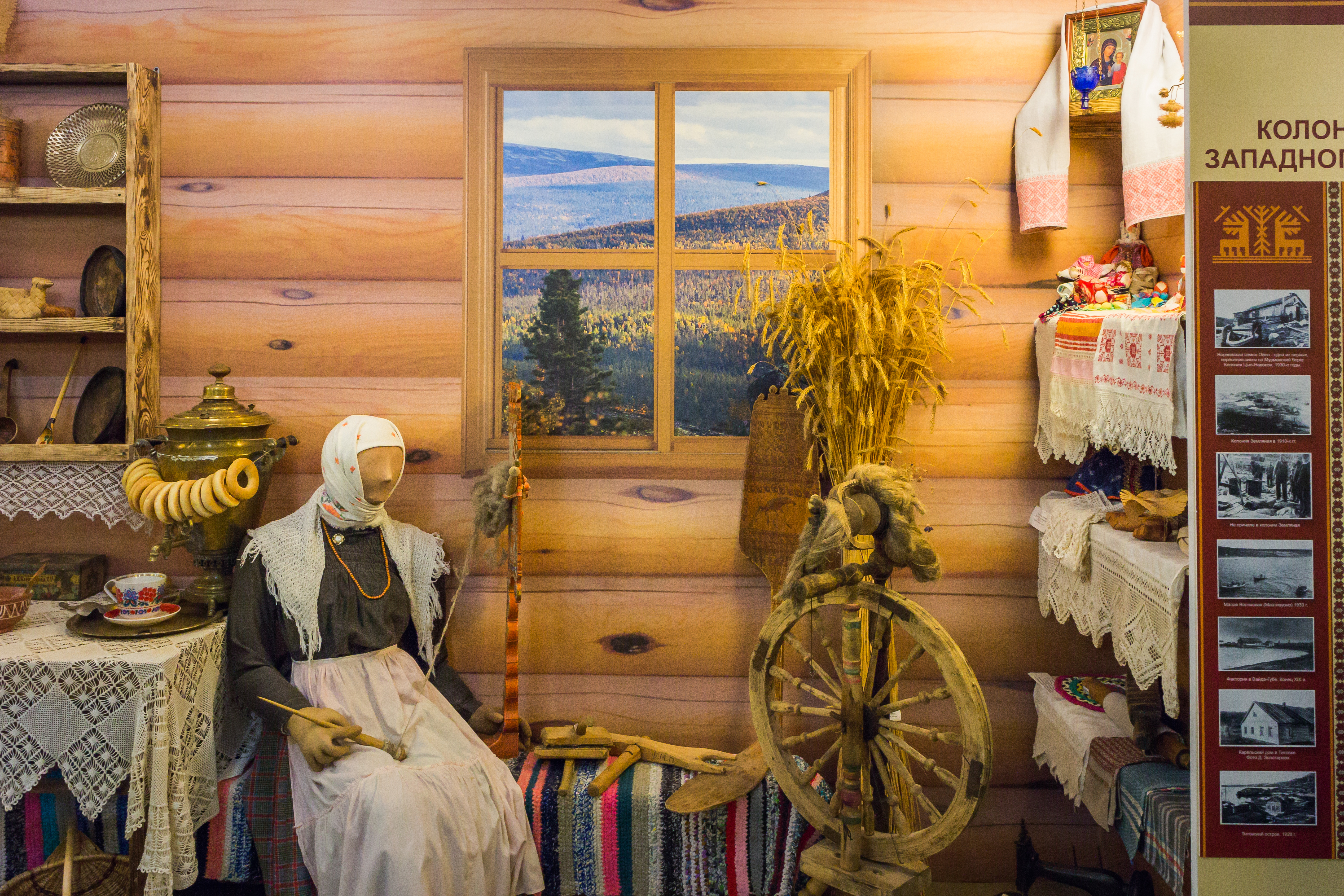
Историко-краеведческий музей Печенгского района
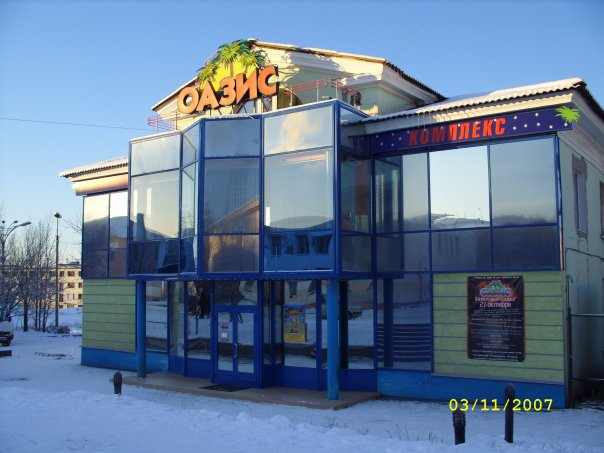
Ночной клуб «Оазис», ноябрь 2007 г.
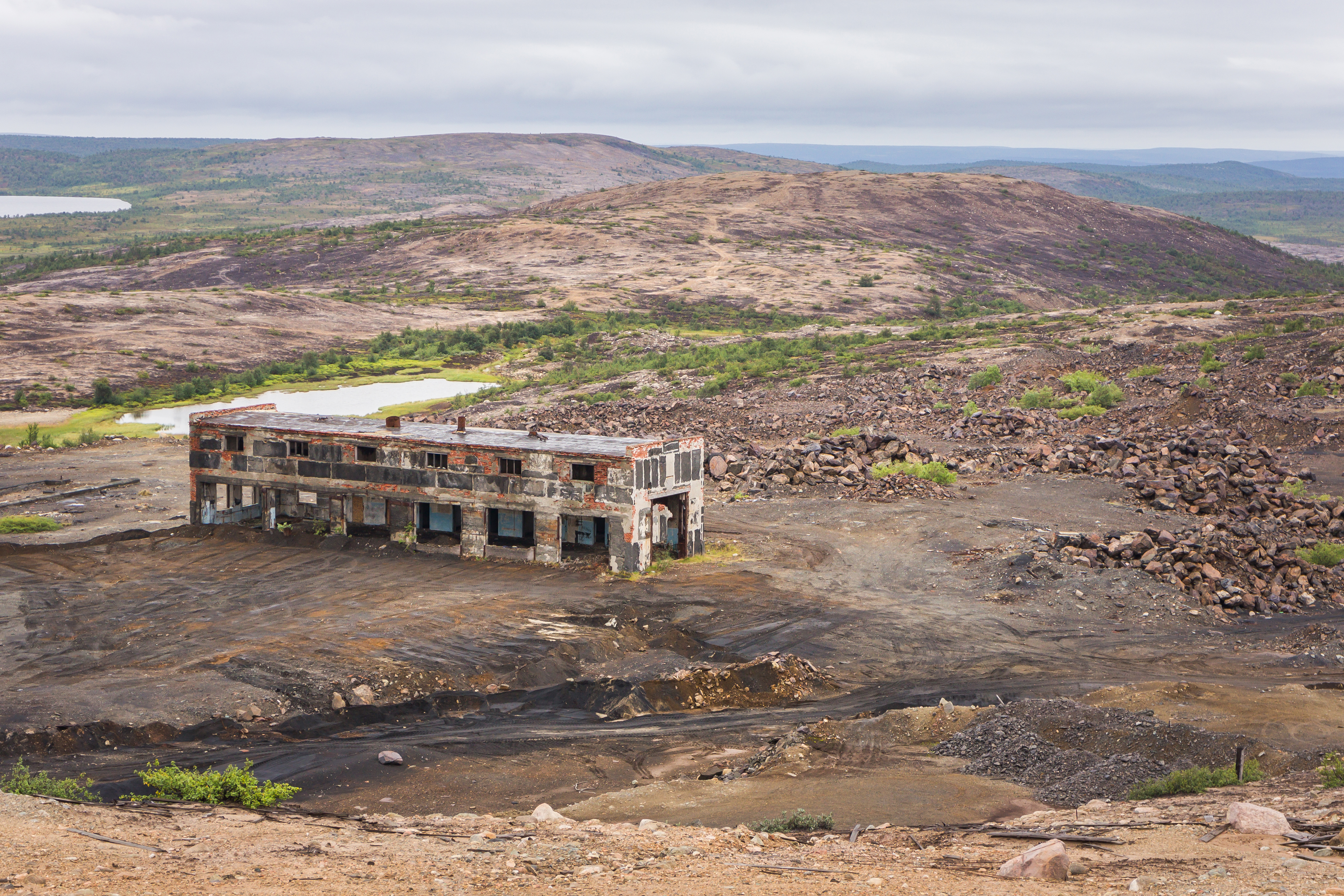
Туристический маршрут «Шпиль 555»

## Города-побратимы
- Киркенес, Норвегия[37]

## Интересные факты
- В 15 км к востоку от Никеля находится Кольская сверхглубокая скважина, являющаяся с 1979 года самой глубокой скважиной в мире.
- В 1993 году, в рамках своего тура по Скандинавии, на фестивале джаз-музыки в ДК «Восход» выступила американская сайкобилли-группа Reverend Horton Heat.
- В 2009 году британская инди-рок группа White Lies сняла в Никеле клип на песню «Farewell to the Fairground»[38].
- В 2015 году, в честь 70-летия Печенгского района в Никеле были открыты два памятных знака: «Муоткаваара» — точная копия пограничного знака, установленного на соединении границ России, Норвегии и Финляндии; «Географический центр Печенгского района» в 10 километрах от Никеля.
- В Никеле происходит окончание действия фильма «Мужики!..», но сами съемки в Никеле не проводили.
- Поселок Никель упоминается в заключительной части трилогии Кетиля Бьёрнстада «Дама из долины». Главный персонаж Аксель Виндинг, находясь в деревне Сванвик (Норвегия), видит трубы горно-металлургического комбината: — В этой долине мы зажаты между Финляндией и Россией, — говорит Сигрюн. — У нас здесь самый большой в Норвегии девственный сосновый бор. Райское место. Но видишь эти высокие трубы за холмом на востоке? Это Никель. Город шахтёров. Продолжительность жизни там очень небольшая. Жители бедны даже по советским меркам. — Почему там небольшая продолжительность жизни? — Из-за инфекции дыхательных путей. А она — от выбросов всех заводов и фабрик, что работают в городе. Взгляни на дым, который идет из этих труб. Там в пригороде находится большой завод. «Норильский никель».
- Действия фильма  «Кликушество» происходит в Никеле.